# Albin Hunger
Albin Hunger (* 12. Januar 1886 in Olbernhau; † 1958) war vom 25. Oktober 1946 bis 1950 sowie von 1954 bis 1958 Oberbürgermeister der Stadt Hildesheim.
1958 wurde Hunger, nachdem er sein Amt wegen Krankheit niedergelegt hatte, Ehrenbürger von Hildesheim. 1963 wurde in der Ortschaft Drispenstedt eine Straße nach ihm benannt.
Von Beruf war er Korsett-Fabrikant.